# Iwan Olegowitsch Rodin
Iwan Olegowitsch Rodin (russisch Иван Олегович Родин; * 28. Januar 1991) ist ein russischer Naturbahnrodler. Er fährt im Doppelsitzer, startete von 2009 bis 2015 gemeinsam mit Pawel Silin und seit 2016 mit Alexei Martjanow im Weltcup. Mit Silin gewann er bei der Juniorenweltmeisterschaft 2010 die Bronzemedaille im Doppelsitzer und mit Martjanow die Bronzemedaille bei der Weltmeisterschaft 2017.

## Karriere
Seinen ersten internationalen Einsatz hatte Iwan Rodin bei der Juniorenweltmeisterschaft 2006 in Garmisch-Partenkirchen. Dort startete er gemeinsam mit Pawel Silin im Doppelsitzer, kam aber nur auf den zehnten und letzten Platz. Im nächsten Jahr startete er bei der Junioreneuropameisterschaft 2007 in St. Sebastian zusammen mit Stanislaw Kowschik und erreichte den vierten Platz, nur 13 Hundertstelsekunden hinter den drittplatzierten Michael und Simon Kalchschmid. Ab 2008 startete er wieder mit Pawel Silin, der zwei Jahre sein fixer Doppelsitzerpartner blieb. Bei der Juniorenweltmeisterschaft 2008 in Latsch erzielten sie den fünften und bei der Europameisterschaft 2008 in Olang den elften Platz im Doppelsitzer. Im nächsten Jahr belegten sie bei der Weltmeisterschaft 2009 in Moos in Passeier den zehnten Platz im Doppelsitzer, wurden bei der Junioreneuropameisterschaft 2009 in Longiarü jedoch disqualifiziert. Ende Februar 2009 gaben sie in Nowouralsk ihr Weltcupdebüt. Sie erzielten in den letzten beiden Rennen der Saison 2008/2009 zwei neunte Plätze, kamen im Gesamtweltcup aber nur noch auf den 13. und letzten Platz.
In der Weltcupsaison 2009/2010 bestritten Iwan Rodin und Pawel Silin vier der sechs Weltcuprennen. Sie wurden zweimal Achte und zweimal Zehnte und kamen im Gesamtklassement auf Rang neun, punktegleich mit den Italienern Florian Breitenberger und David Mair. Bei der Europameisterschaft 2010 in St. Sebastian fuhren sie auf Rang neun im Doppelsitzer und gemeinsam mit Ljudmila Astramowitsch und Juri Talych als Team Russland II auf Platz acht im Mannschaftswettbewerb. Bei der zwei Wochen später ausgetragenen Juniorenweltmeisterschaft 2010 in Deutschnofen gewannen Iwan Rodin und Pawel Silin hinter den beiden österreichischen Duos Thomas Kammerlander/Christoph Regensburger und Dominik Apolloner/Dieter Apolloner die Bronzemedaille im Doppelsitzer.
Nachdem Rodin im Winter 2010/2011 an keinen internationalen Wettkämpfen teilgenommen hatte, startete er in der Saison 2011/2012 mit Stanislaw Kowschik im Doppelsitzer. Sie nahmen an allen sechs Weltcuprennen teil, erzielten Platzierungen um Rang zehn und wurden Achte im Gesamtweltcup. Bei der Europameisterschaft 2012 war das Doppel aber nicht am Start.

## Erfolge

### Weltmeisterschaften
- Moos in Passeier 2009: 10. Doppelsitzer (mit Pawel Silin)
- Deutschnofen 2013: 6. Mannschaft, 8. Doppelsitzer (mit Pawel Silin)
- Sankt Sebastian 2015: 6. Doppelsitzer (mit Pawel Silin)
- Vatra Dornei 2017: 3. Doppelsitzer (mit Alexei Martjanow), 3. Mannschaft

### Europameisterschaften
- Olang 2008: 11. Doppelsitzer (mit Pawel Silin)
- St. Sebastian 2010: 9. Doppelsitzer (mit Pawel Silin), 8. Mannschaft
- Passeier 2016: 7. Doppelsitzer (mit Alexei Martjanow)

### Juniorenweltmeisterschaften
- Garmisch-Partenkirchen 2006: 10. Doppelsitzer (mit Pawel Silin)
- Latsch 2008: 5. Doppelsitzer (mit Pawel Silin)
- Deutschnofen 2010: 3. Doppelsitzer (mit Pawel Silin)

### Junioreneuropameisterschaften
- St. Sebastian 2007: 4. Doppelsitzer (mit Stanislaw Kowschik)

### Weltcup
- 5. Gesamtrang im Doppelsitzer in der Saison 2017/18
- 2 Podestplatzierungen im Doppelsitzer